# Strażnica KOP „Korecka Huta”

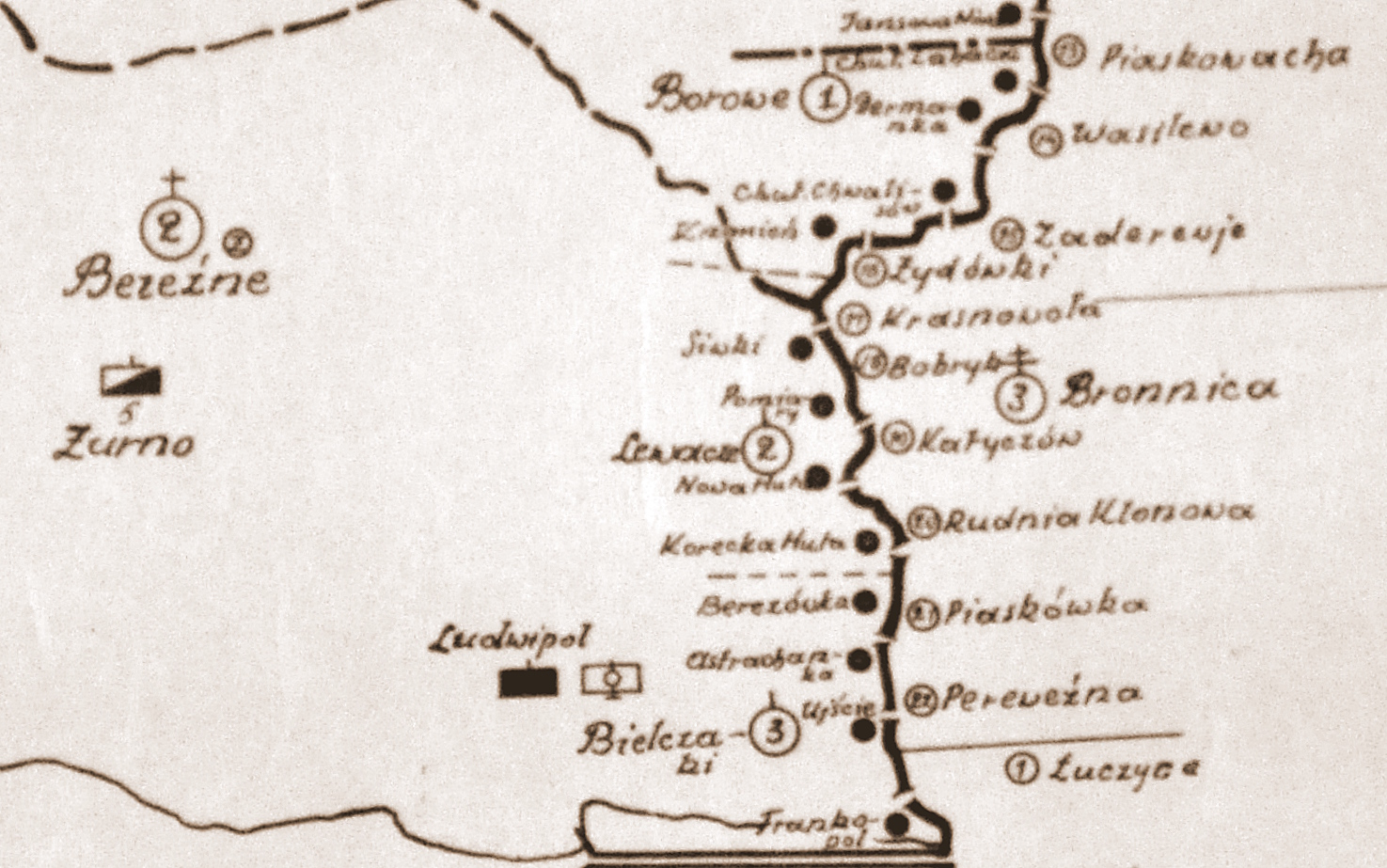
Rozmieszczenie batalionu KOP „Bereźne” w 1931

Strażnica KOP „Korecka Huta” – zasadnicza jednostka organizacyjna Korpusu Ochrony Pogranicza pełniąca służbę ochronną na granicy polsko-sowieckiej.

## Formowanie i zmiany organizacyjne
W 1924, w składzie 1 Brygady Ochrony Pogranicza, został sformowany 2 batalion graniczny. W 1928 w skład batalionu wchodziło 13 strażnic. 88 strażnica KOP „Korecka Huta”  w latach 1928–1939 funkcjonowała w strukturze organizacyjnej 2 kompanii granicznej KOP „Lewacze”  z pułku KOP „Sarny”. Strażnica liczyła około 18 żołnierzy i rozmieszczona była przy linii granicznej z zadaniem bezpośredniej ochrony granicy państwowej.
W 1932 obsada strażnicy zakwaterowana była w budynku KOP. Strażnicę z macierzystą kompanią łączyła droga polna długości 4 km.

## Służba graniczna
Podstawową jednostką taktyczną Korpusu Ochrony Pogranicza przeznaczoną do pełnienia służby ochronnej był batalion graniczny. Odcinek batalionu dzielił się na pododcinki kompanii, a te z kolei na pododcinki strażnic, które były „zasadniczymi jednostkami pełniącymi służbę ochronną”, w sile półplutonu. Służba ochronna pełniona była systemem zmiennym, polegającym na stałym patrolowaniu strefy nadgranicznej, wystawianiu posterunków alarmowych, obserwacyjnych i kontrolnych stałych, patrolowaniu i organizowaniu zasadzek w miejscach rozpoznanych jako niebezpieczne, kontrolowaniu dokumentów i zatrzymywaniu osób podejrzanych, a także utrzymywaniu ścisłej łączności między oddziałami i władzami administracyjnymi.
Strażnica KOP „Korecka Huta” w 1932 i 1938 ochraniała pododcinek granicy państwowej szerokości 4 kilometrów 500 metrów od słupa granicznego nr 1479 do 1486.
Sąsiednie strażnice:
- strażnica KOP „Nowa Huta” ⇔ strażnica KOP „Berezówka” – 1928[3], 1929[4], 1931[5] , 1932[6], 1934[7], 1938[8]